# Залив Посьета

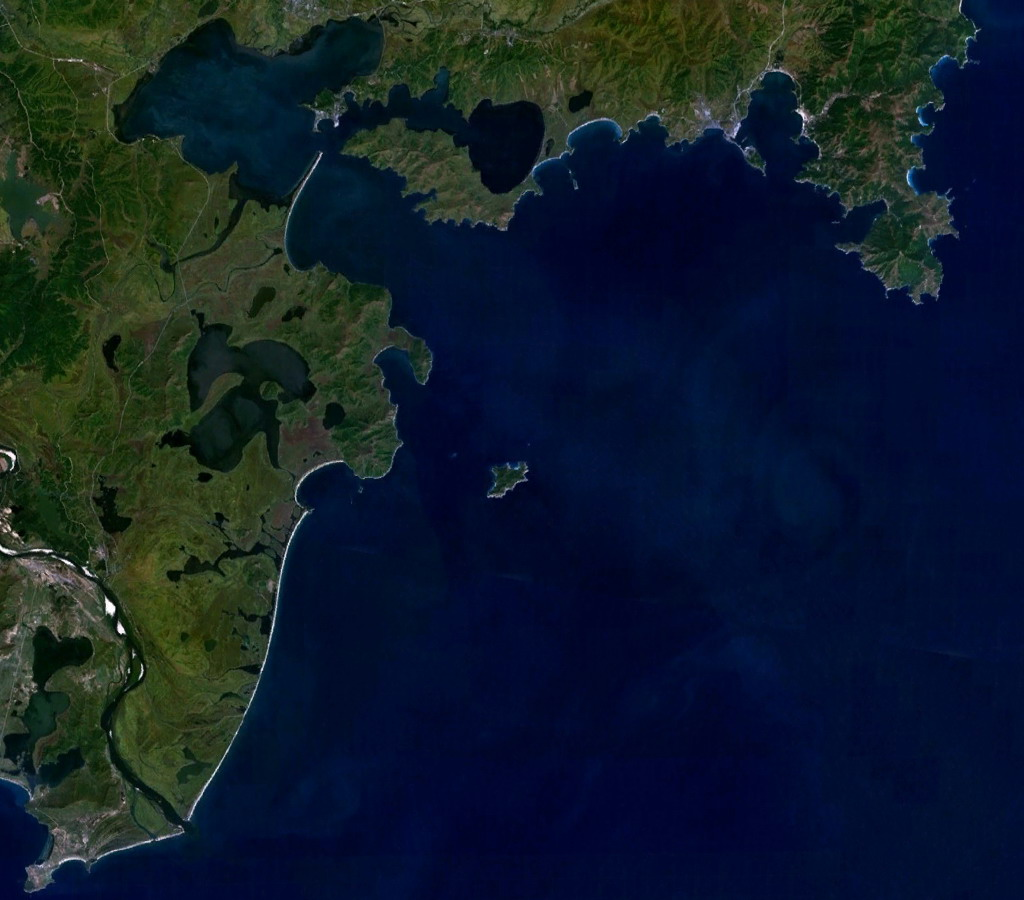
Залив Посьета, вид из космоса

Залив Посьета — залив в юго-западной части залива Петра Великого Японского моря, расположенный между мысами Суслова и Гамова.

## Исторические сведения
В 1851 году в заливе зимовало французское китобойное судно, а в 1852 году сюда заходил французский корвет «Каприсьёз» под командованием Рокмореля. Он обследовал залив и назвал Д’Анвиль, по имени Жана Д’Анвиля — крупного французского картографа XVIII века. Карта с этим названием вышла во Франции в 1854 году.
В 1854 году экспедиция вице-адмирала Е. В. Путятина на фрегате «Паллада» и шхуне «Восток» подробно описала залив, произвела его замер и нанесла на карту. Тогда же залив был назван по фамилии ближайшего помощника и члена дипломатической миссии Е. В. Путятина капитан-лейтенанта К. Н. Посьета.
В 1855 году англо-французские суда, разыскивающие эскадру В. С. Завойко, вошли в воды залива и назвали его Рейд Наполеона, вероятно, в честь вступившего в строй в 1852 году линейного французского корабля «Наполеон». В 1862 году исследован и нанесен на карту экспедицией подполковника корпуса флотских штурманов В. М. Бабкина, исправленную и дополненную в 1875 году капитаном корпуса флотских штурманов М. А. Клыковым.

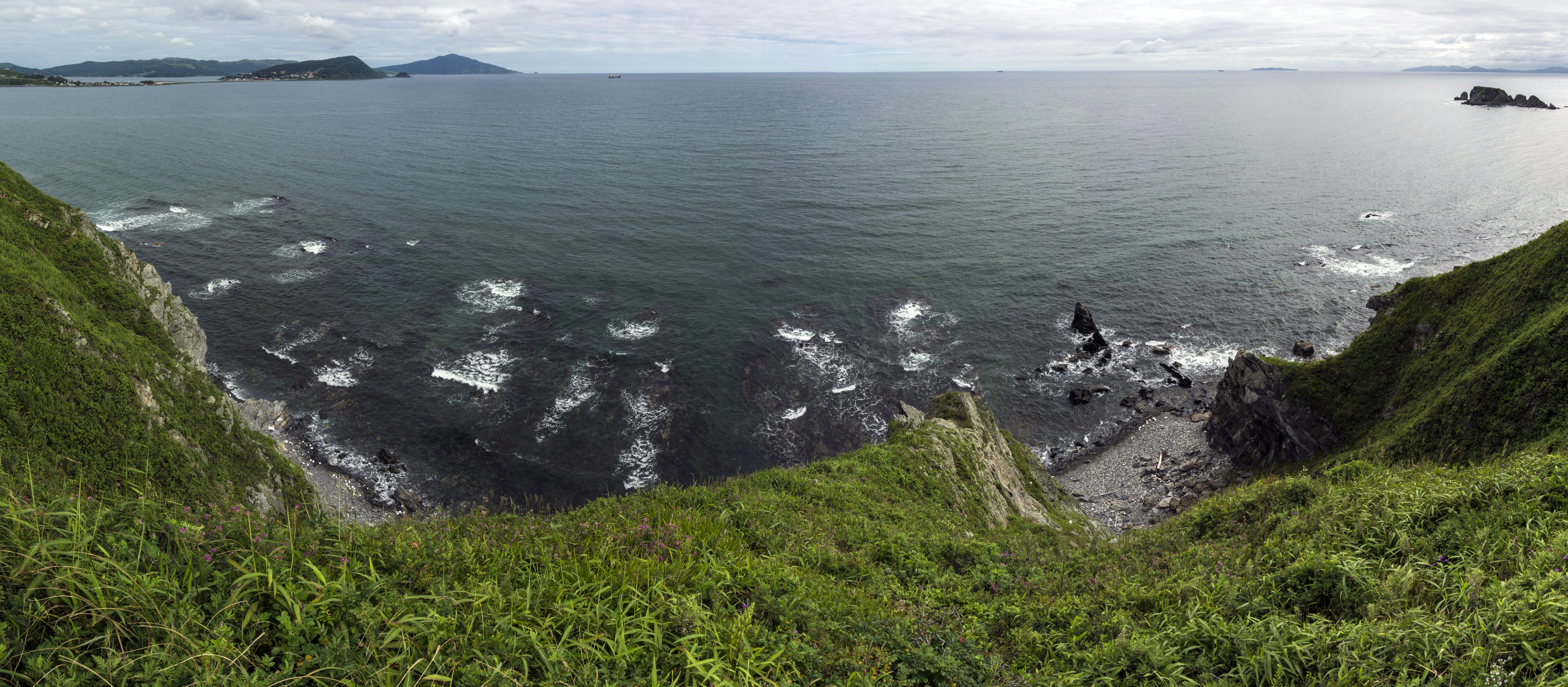
Залив Посьета, Приморский край, Российская Федерация

## Гидрография
Размеры залива — около 31 км с северо-востока на юго-запад и 33 км с северо-запада на юго-восток. Берега залива сильно изрезаны и образуют внутренние заливы и бухты: бухта Троицы, бухта Экспедиции, бухта Рейд Паллада, бухта Новгородская, залив Китовый и ряд более мелких. Площадь поверхности — 445 км².
В заливе Посьета находятся самые южные незамерзающие порты России  — Морской порт Посьет и Морской порт бухты Троицы. 

### Ледовый режим
Восточная часть залива практически не замерзает, здесь с конца ноября до конца марта встречается дрейфующий лёд. Западная часть залива со второй половины декабря по первую половину марта скована неподвижным льдом.

### Глубина
Западная часть залива Посьета мелководна; глубины более 10 м зафиксированы только в бухте Паллада и у входа в бухту Новгородская. Глубины в восточной части залива ровные и постепенно уменьшаются к его берегам. Грунт по большей части — камень, покрытый слоем песка и ила.

## Климатические условия
В тёплое время года в заливе Посьета преобладают восточные и юго-восточные ветра со средней скоростью 3—4 м/с, зимой — западные и северо-западные со средней скоростью до 6 м/с. При этом если осенью вершины гор полуострова Гамова начинают закрываться облаками, то следует ожидать сильного северо-западного ветра. Штормовые ветры чаще бывают зимой. В вершине залива Посьета число дней со скоростью ветра 14 м/с не превышает четырёх в месяц, у входных мысов достигает девяти в месяц.
Туманы в заливе Посьета появляются в первые весенние месяцы и продолжаются до августа, достигая наибольшей повторяемости в июне—июле. Очень часто район между островом Фуругельма и мысом Гамова покрыт туманом, тогда как в остальной акватории залива в это время ясно. Весной и поздней осенью в штиль или при слабом ветре в заливе Посьета иногда наблюдается мгла с запахом гари, застилающая берега, которая разгоняется первыми же порывами ветра.

## Хозяйственное значение
На берегу залива находятся следующие населённые пункты: п. Посьет, п. Зарубино, п. Краскино, с. Андреевка и несколько более мелких населённых пунктов.
С начала июля и до конца сентября на берегах залива проводят свой отдых многие жители Приморья и Дальнего Востока. В заливе находится плантация морского гребешка.